# Paul Mousset
Paul Mousset (ur. 3 kwietnia 1907, zm. 26 października 1981) – francuski pisarz, dyplomata, tłumacz, dziennikarz specjalizujący się w tematyce Bliskiego Wschodu, doktor prawa. Laureat Nagrody Renaudot w 1941 za powieść Quand le temps travaillait pour nous oraz Grand prix du roman de l'Académie française w 1951 za Neige sur un amour nippon.

## Dzieła[1]
- La montagne païenne (1937)
- Maïmona (1937)
- Quand le temps travaillait pour nous (1941)
- Les échanges légers (1944)
- Physiologie du golf (1949)
- Mourir en homme („Kia mate toa”) (1949)
- Parallèle 38 (1951)
- Le Pique-minute (1952)
- Priscilla ou Qui dira pourquoi (1953)
- Neige sur un amour nippon (1953)
- Japon (1954)
- Le chemin d'Extrême-Orient (1956)
- D'un Japon secret (1957)
- Essai sur l'Américain moyen, philosophie d'une incompréhension (1958)
- Ce Sahara qui voit le jour (1959)
- Un amour de Corée (1961)
- Les cerisiers doubles du Japon ou Ces princesses nippones dont l'amour ne meurt (1964)
- Albert Londres ou L'aventure du grand reportage (1972)